# Sal gris

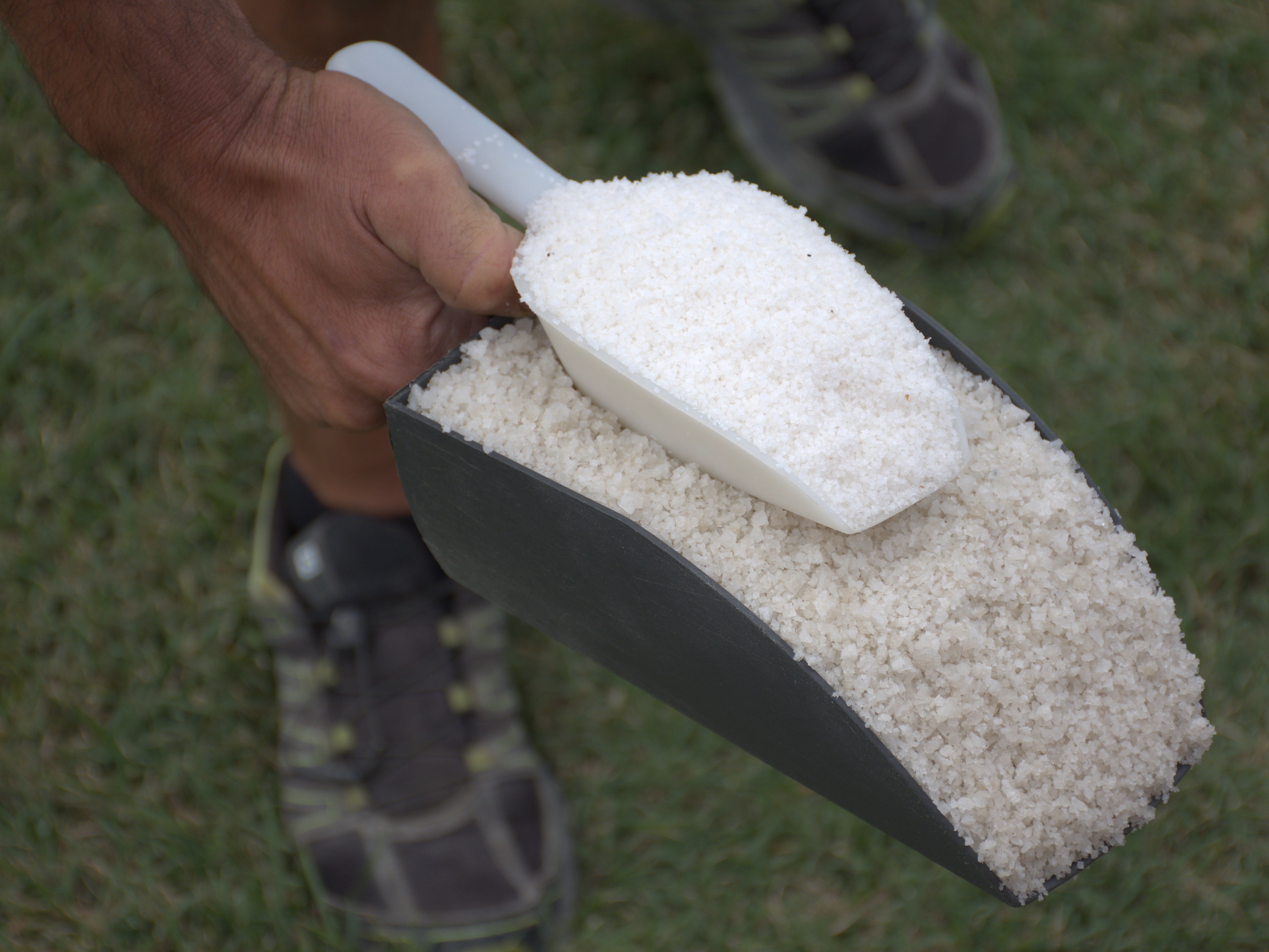
En la parte superior se muestra la "Fleur de sel" ("flor de sal" en francés): una sal que se forma como una fina y delicada costra en la superficie del agua de mar al evaporarse. En la parte inferior se muestra la "Sel gris" ("sal gris" en francés).

La sal gris (Denominada también como sels gris del idioma francés, y sal marina celta) es un tipo de sal popularizada en Francia. A comienzos del siglo XXI sólo es conocida en parte de Europa y se comercializa como sal gorda. Se trata de una sal obtenida por evaporación de las aguas marinas y su color gris se debe a las trazas de arcillas cerámicas que existen en el fondo de las salinas donde se recolecta. Las flores de sal gris poseen un color menos pronunciado que la sal gruesa precisamente por ser recolectadas de la superficie de las salinas. La sal gris posee una textura húmeda superior a otra sales, esto la convierte en idónea para su empleo en asados, barbacoas y demás operaciones que liberan 'desecan' los alimentos. Algunos de los productores más afamados de este tipo de sal son: Guerande, Sel gris de l’Ile de Re, Sel gris de l’Ile de Noirmoutier, Grigio di Cervia, Alcochete sal grosso. Los salmelieres emplean esta sal en combinación con carnes y verduras en formato de raíz, debido a la cantidad de sales minerales que contienen.

## Recolección
La sal procede de las aguas marinas y se obtiene por lenta evaporación en salinas. Estas salinas son una especie de superficie (denominada en francés como oeillet) que poseen un solado de basalto. Con una cierta periodicidad un empleado remueve el fondo con una vara (denominado paludier). De cada salina se suele obtener entre 40 y 60 kilogramos de sal gris gruesa diariamente, mientras que de fleurs de sel se obtienen solamente unos 4 a 5 kilos diariamente. 